# James P. Kem
James P. Kem (Macon, 1890. április 2. – Charlottesville, 1965. február 24.) az Amerikai Egyesült Államok szenátora (Missouri, 1947–1953).